# Lycanthropy
Lycanthropy es el primer álbum del cantante Patrick Wolf, grabado entre los años 1994 y 2002. No se publicó ningún sencillo de este álbum.

## Lista de canciones
1. Prelude - 1:31
2. Wolf Song - 3:27
3. Bloodbeat - 3:50
4. To the Lighthouse - 4:05
5. Pigeon Song - 3:34
6. Don't Say No - 4:02
7. The Childcatcher - 4:27
8. Demolition - 6:07
9. London - 3:53
10. Paris - 4:46
11. Peter Pan - 1:53
12. Lycanthropy - 4:10
13. A Boy Like Me - 3:29
14. Epilogue - 2:06

- Datos: Q1470906